# Déclaration de Volos
 (janvier 2023).

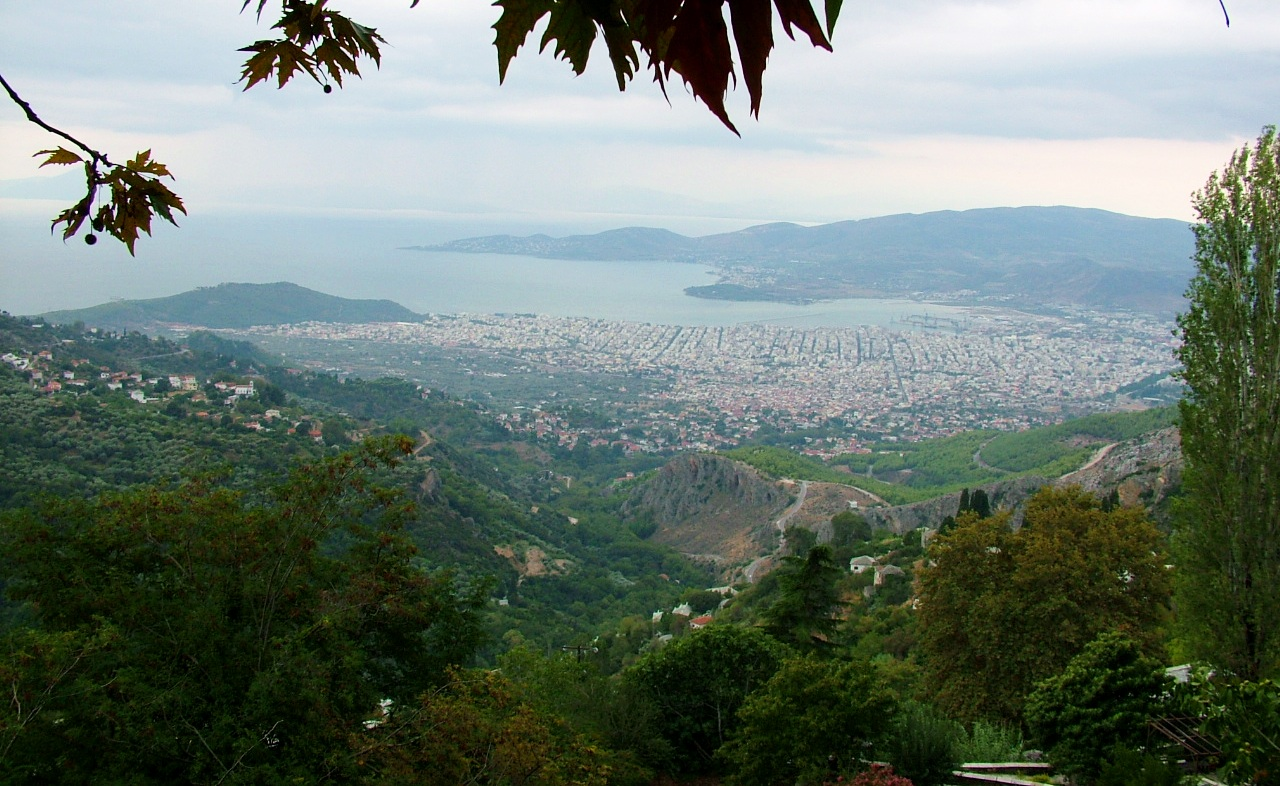
Volos (Βόλος) est une ville portuaire côtière de Thessalie située à mi-chemin du continent grec.

Une Déclaration de théologiens orthodoxes sur l'enseignement du « Monde russe », également connue sous le nom de Déclaration de Volos (en grec moderne : Διακήρυξη κατά της διδασκαλίας περί Ρωσικού Κόσμου, russe : Декларация об учении о Русском мире, géorgien : დეკლარაცია რუსული სამყაროს სწავლების შესახებ, roumain : O Declarație privind învățătura Lumii Ruse, bulgare : Декларация против идеологията на Руския свят, arabe : إعلان عن مفهوم عقیدة الأرض الروسية) est une déclaration théologique de 2022 publiée par l'Académie d'études théologiques de Volos et signée par plus de 1600 théologiens et clercs de l'Église orthodoxe,,,.
Le document, publié le dimanche de l'Orthodoxie, évoque et condamne comme une hérésie l'idéologie promue par le Patriarcat de Moscou depuis la fin de l'URSS et particulièrement depuis l'arrivée au pouvoir de Vladimir Poutine, celle du "Monde russe",.

## Contexte
Selon la plupart des chercheurs, le concept de « monde russe » est introduit dans la circulation scientifique et politique moderne en 1993-1997 par PG Shchedrovitsky et EV Ostrovsky,. Cette idéologie, mêlant théologie orthodoxe dévoyée, nationalisme extrême et sentiment revanchiste vis-à-vis des anciens territoires de l'Empire russe et de l'URSS se développe principalement depuis l'accession au pouvoir de Vladimir Poutine. Avec l'intronisation de Cyrille (Gundiaïev) en tant que patriarche de Moscou, l'Église orthodoxe russe devient une courroie de transmission de cette idée dans toutes les couches de la société russe,,.
Cette idéologie voit un espace transnational chercher à justifier une unité civilisationnelle fantasmée à partir des références de la Rus' de Kiev, l'unité de la religion orthodoxe, l'usage de la langue russe dont le centre serait Moscou, perçue comme la Troisième Rome,,.
Depuis la fin de l'URSS, l'Église orthodoxe russe s'engage de manière croissante dans des initiatives visant à asseoir son autorité ecclésiastique sur ce qu'elle perçoit comme son pré-carré traditionnel, tout en essayant d'étendre son influence sur le monde orthodoxe en général,,.
Ainsi, l'Église orthodoxe russe entreprend d'envahir les juridictions orthodoxes autocéphales depuis le début du XXIe siècle, comme l'Église orthodoxe de Jérusalem ou celle d'Alexandrie, défendant ces invasions par des principes phylétistes. Lors de l'invasion russe de la Géorgie, l'Église orthodoxe russe s'appuie sur le pouvoir de l'État pour fonder une Église soumise, l'Église orthodoxe abkhaze, qui n'est reconnue par aucune autre Église orthodoxe,.
Après le schisme orthodoxe de 2018 sur l'autocéphalie de l'Église orthodoxe d'Ukraine, la situation s'aggrave encore davantage, l'Église orthodoxe russe décidant de rompre la communion avec une partie des Églises orthodoxes et de faire rebaptiser les orthodoxes ukrainiens,.
Après la déclaration de guerre de Vladimir Poutine contre l'Ukraine le 24 février 2022, et avec le début de l'invasion russe de l'Ukraine, la situation devient de plus en plus intenable et tendue au sein de l'Église orthodoxe ; environ 1600 théologiens et clercs, dont de nombreux Russes, participent à ce document condamnant les mouvements russes au sein de l'Église et les « hérésies » de l'Église orthodoxe russe,,.

## Contenu
Le document se compose de deux parties, la première est une note introductive qui dénonce « l'hérésie » de la conception du « Monde russe ». La deuxième partie du document donne un contexte scripturaire et cite la Sainte Tradition pour montrer que la foi orthodoxe n'accepte pas les actions « honteuses » menées par le gouvernement russe et l'Église orthodoxe russe sous la direction du patriarche Cyrille,.
Ils associent cette « hérésie » à un certain type d'ethno-phylétisme.

« Depuis l'intronisation du patriarche Cyrille en 2009, les grandes personnalités du patriarcat de Moscou, ainsi que les porte-paroles de l'État russe, n'ont cessé de puiser dans ces principes pour contrecarrer le fondement théologique de l'unité orthodoxe. Le principe de l'organisation ethnique de l'Église a été condamné au Concile de Constantinople en 1872. Le faux enseignement de l'ethno-phylétisme est à la base de l'idéologie du « Monde russe ». Si nous tenons ces faux principes pour valides, alors l'Église orthodoxe cesse d'être l'Église de l'Évangile de Jésus-Christ, des Apôtres, du Credo de Nicée-Constantinople, des Conciles œcuméniques et des Pères de l'Église. L'unité devient intrinsèquement impossible.
 Par conséquent, nous rejetons l'hérésie du « Monde russe » et les actions honteuses du gouvernement russe déclenchant une guerre contre l'Ukraine, qui découle de cet enseignement ignoble et indéfendable en connivence avec l'Église orthodoxe russe, comme profondément non orthodoxe, non chrétienne et tournée contre l'humanité, qui est appelée à être « justifiée… illuminée… et lavée au Nom de notre Seigneur Jésus-Christ et par l'Esprit de Dieu » (rite baptismal). Tout comme la Russie a envahi l'Ukraine, le patriarcat de Moscou du patriarche Cyrille a envahi l'Église orthodoxe, par exemple en Afrique, provoquant des divisions et des conflits, avec des pertes incalculables non seulement concernant le corps, mais aussi pour l'âme, mettant en danger le salut des fidèles. »

— Déclaration de Volos

## Signataires
Le document est signé par de nombreux théologiens et clercs orthodoxes de Grèce, de Russie, de Géorgie, de Roumanie, d'Ukraine, de Bulgarie, de France, de République tchèque, des États-Unis, du Liban, d'Allemagne, de Belgique, du Canada ainsi que des théologiens d'Inde et de Serbie.
Si la majorité des signataires ne font évidemment pas partie de l'Église orthodoxe russe, une petite centaine est membre de l'Église orthodoxe russe, ou de la tradition orthodoxe russe, notamment des théologiens du Séminaire Saint Vladimir à New York ou les Lossky en France.

## Portée et conséquences
Le document précède les condamnations officielles du Patriarcat d'Alexandrie et de toute l'Afrique,, et plus tard du Patriarcat Œcuménique de Constantinople,.
Dans leur échange épistolaire de début 2023, le patriarche œcuménique, Bartholomée Ier, et l'archevêque de Chypre, Georges III, ont longuement discuté de la question,.